# Azovskij nemeckij nacional'nyj rajon
L'Azovskij nemeckij nacional'nyj rajon, in russo Азовский немецкий национальный район?; in tedesco Deutscher Nationalkreis Asowo; tradotto in italiano: distretto nazionale tedesco di Azovo) è un rajon dell'Oblast' di Omsk, nella Russia asiatica; il capoluogo è Azovo. Istituito nel 1992, ricopre una superficie di 1.400 chilometri quadrati e consta di una popolazione di circa 24.000 abitanti.

## Etnie principali
- Russi: 56%
- Tedeschi: 24%
- Kazaki: 8,3%
- Ucraini: 6,8%
- Altri: 4,9%